# Schlacht bei Kappel
Die Schlacht bei Kappel fand am 11. Oktober 1531 im Rahmen des Zweiten Kappelerkrieges bei Kappel am Albis statt. Zürich unterlag den fünf Orten, womit in der Eidgenossenschaft die Vorherrschaft der katholischen Orte bis zum Zweiten Villmergerkrieg 1712 besiegelt war.

## Vorgeschichte

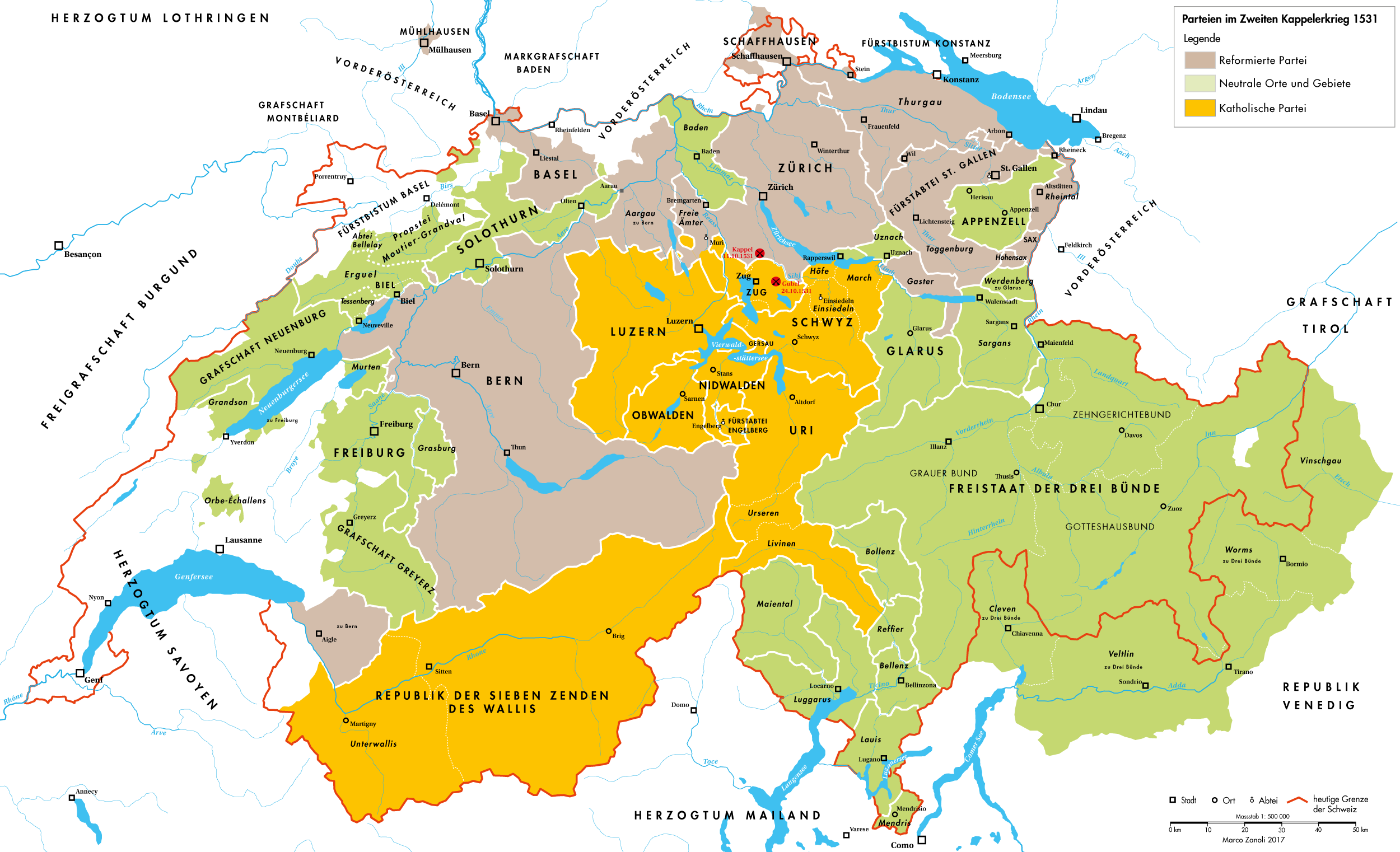
Karte der Parteien in der Eidgenossenschaft im Zweiten Kappelerkrieg 1531

Aufgrund der Weigerung der Innerschweizer Orte, die Drei Bünde im zweiten Müsserkrieg zu unterstützen, drängte Huldrych Zwingli auf einen neuen Krieg gegen die katholische Innerschweiz. Auf Antrag Berns, das gegen einen neuen Waffengang war, verhängten die reformierten Orte im Mai 1531 eine Lebensmittelsperre über die Innerschweiz. Da sich auch die gemeinen Herrschaften daran beteiligten und 1531 ein schlechtes Wirtschaftsjahr war, waren die Folgen für die Lebensmittelversorgung für die betroffenen Kantone erheblich. Dies steigerte wiederum die Aversionen der dortigen Bevölkerung, vor allem gegen Zürich.

### Kriegsvorbereitung der fünf Orte
Da ein Krieg unvermeidlich schien, bereiteten sich die fünf Orte darauf vor. Zwischen dem 8. und dem 10. Oktober 1531 versammelten sich ihre Truppen in Zug. Die erste Bedrohung richtete sich somit gegen Zürich, aber auch eine Besetzung der Reussübergänge von Bremgarten und Mellingen, die erst im Januar 1529 zum neuen Glauben übergetreten waren,: S. 86 wäre möglich gewesen, um so eine Vereinigung der Berner und Zürcher Truppen zu verhindern.

### Kriegsvorbereitung in Zürich
Die Niederlage Zürichs in der Schlacht von Kappel hat Ursachen, die bereits im Vorfeld der Schlacht liegen. An die Stelle der alten Kriegsräte trat mit der Kriegsordnung von 1529 ein 23-köpfiger Kriegsrat. Dieses Gremium war gross und schwerfällig und untergrub die Autorität der Truppenkommandanten. Auch wurden die Kompetenzen der Offiziere eingeschränkt, der Sold für die Mannschaften reduziert und Jörg Berger, der Zürcher Befehlshaber beim ersten Kappelerkrieg, der sich unter anderem bei der Schlacht von Marignano bewährt hatte, bekam diesmal kein Kommando.
In Zürich wurde die Bedrohung durch die fünf Orte nicht ernst genommen. Erst als eine Luzerner Einheit am 9. Oktober 1531 in Hitzkirch einmarschierte, trat der Rat in der Nacht zum 10. Oktober zusammen. Zwei Ratsmitglieder wurden nach Kappel geschickt, um in Erfahrung zu bringen, ob tatsächlich – wie vorher von verschiedenen Boten berichtet – die Hauptmacht des Gegners in Zug versammelt war. Die einflussreichsten Ratsmitglieder in Zürich glaubten immer noch nicht an einen Angriff der Innerschweizer. Sie hielten das Vorgehen der fünf Orte für eine Täuschung, um eine Aufhebung der Lebensmittelsperre zu erreichen.
In der Nacht zum 10. Oktober kamen aber weitere Boten mit der Nachricht, dass der Feind in Zug sei und dort nur noch auf die Urner warte. Der Zürcher «Stabschef» Hans Schwyzer forderte die sofortige Entsendung der Vorhut unter Jörg Göldi, die auf Pikett war, und das unverzügliche Aufgebot der Hauptmacht. Aus Angst, dadurch den Krieg auszulösen, zögerte der Zürcher Rat, bis schliesslich am 10. Oktober um 7 Uhr der Rifferswiler Pfarrer die Anwesenheit der katholischen Truppen meldete. Dies deckte sich mit den Nachrichten, die die beiden in der Nacht entsandten Ratsmitglieder nach Zürich schickten. Der Rat beschloss daraufhin, die im Burgrecht verbundenen Städte zu alarmieren und Jörg Göldi mit der Vorhut von etwa 1200 Mann nach Kappel zu schicken.
Aufgrund der schwierigen Zuständigkeiten versäumte es Zürich, das Hauptbanner sofort zu alarmieren und ebenfalls nach Kappel zu verlegen. Der Beschluss dazu fiel am Nachmittag gegen 16 Uhr, die Alarmierung erfolgte um 19 Uhr, und der Auszug des Hauptbanners war erst am Morgen des 11. Oktober um 6 Uhr.

### Kriegsvorbereitung in Kappel
Die Vorhut unter Jörg Göldi war, mit Ausnahme der Artillerie, im Laufe des 10. Oktobers in Kappel angekommen. Göldi wählte die Stellung auf Scheuren, da von dort aus der Baarerboden, von wo der Aufmarsch des Feindes zu erwarten war, gut beobachtet werden konnte. Auch für die Artillerie, die erst am 11. Oktober zwischen 2 und 3 Uhr morgens in Kappel eintraf, war die Stellung günstig, da sie ein weites Schussfeld bot. Göldi nutzte die Zeit am 10. Oktober nicht für einen Ausbau der Stellung und liess, aus Angst vor einem Überfall im Morgengrauen, bereits um 4 Uhr Tagwacht blasen. Gegen 11 Uhr kam die Meldung, die Innerschweizer näherten sich vom Baarerboden her. Diese waren am Morgen um 9 Uhr von Zug und Baar her mit einem 7000 bis 8000 Mann starken Heer nach Kappel aufgebrochen.

## Schlacht

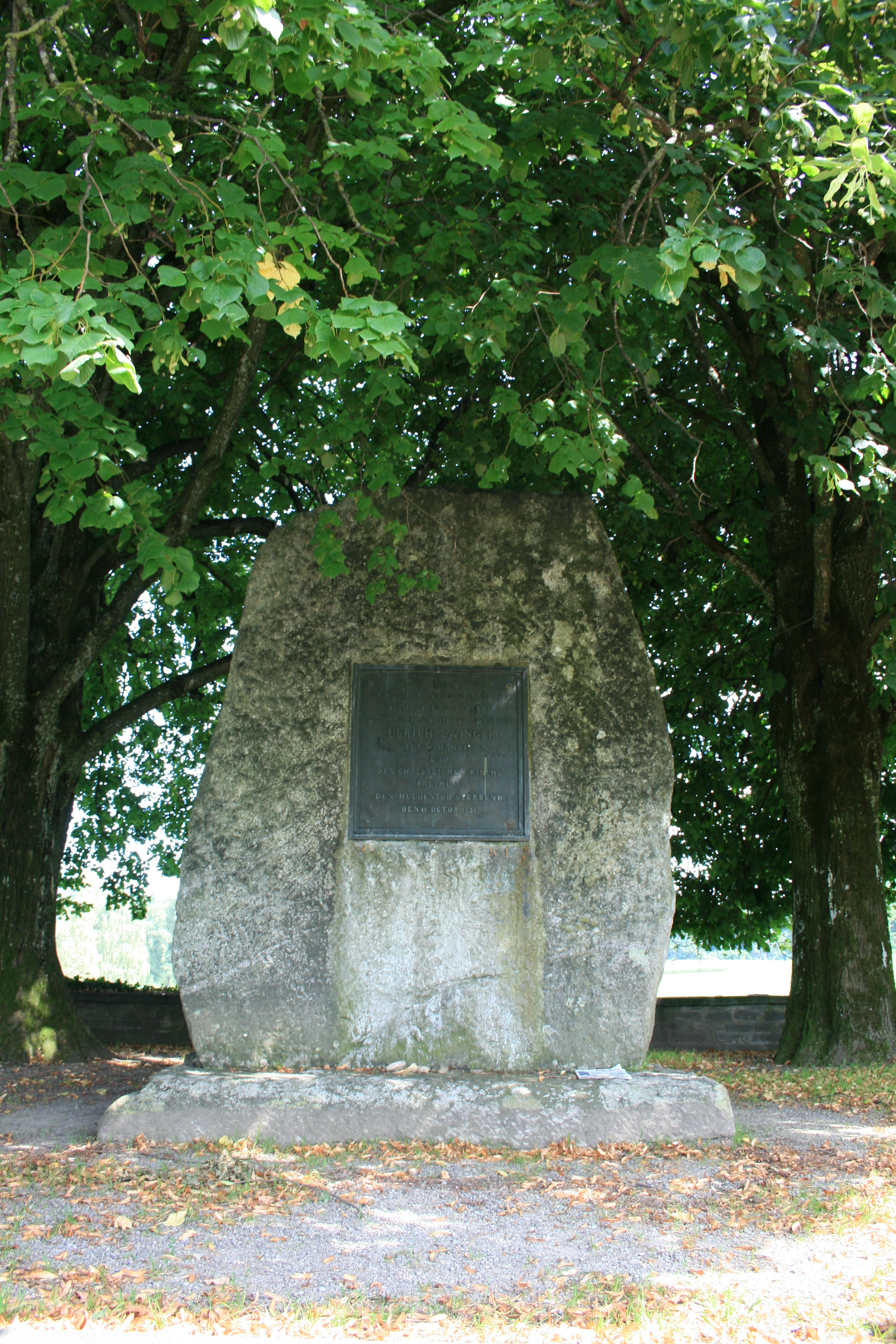
Huldrych Zwingli wurde am Ende der Schlacht bei Kappel am Albis gefangen genommen und dort hingerichtet

Am 11. Oktober 1531 gegen Mittag marschierten die Truppen der fünf Orte am Waldrand südwestlich von Kappel über Goldisbrunnen und Islisberg den Zürchern entgegen. Die Vorhut versuchte, durch einen Umgehungsmarsch am Sennhof vorbei zur Haggenweid zu gelangen, um von dort her die rechte Flanke der Zürcher zu erreichen. Der Zürcher Artillerie gelang es jedoch, diesen Angriff zurückzuschlagen. Die fünförtige Vorhut zog sich zurück und vereinigte sich unterhalb des Klosters im Bidenloss mit der Hauptmacht. Von dort aus rückten die katholischen Truppen gegen die linke Flanke, zwischen Kalchofenwald und Buchwäldli vor. Dabei wurden sie von Göldis Vorhut nicht einmal durch Artilleriefeuer gehindert, sondern die Zürcher warteten ab. Göldi liess nur die Artilleriegeschütze auf das Buchwäldli richten und schickte Boten auf den Albis, um das Hauptbanner zur schnelleren Unterstützung herbeizurufen. Diese Hauptstreitmacht, die gewöhnlich um die 4000 Mann umfasste, war wegen des raschen Aufbruches und der Abkommandierung von Truppenteilen nach Bremgarten und Wädenswil nur 700 Mann stark, darunter Kommandant Lavater, Bannerherr Schwyzer und Huldrych Zwingli als Feldprediger. Aufgrund von logistischen Mängeln war das Hauptbanner nur in der Lage, sechs von neun Geschützen über den Albis zu verlegen. Ausserdem waren die Männer ohne Rast nach Kappel geeilt, da der Kanonendonner von dort und die Boten mit den Hilferufen Göldis keine solche zugelassen hatten.
Gegen drei Uhr am Nachmittag stiessen die ersten Soldaten mit dem Hauptbanner zur Zürcher Vorhut auf der Scheurenhöhe, und die Kommandanten hielten dort Kriegsrat. Da das Buchwäldli sehr nah an die Zürcher Linien heranreichte, aber nicht von eigenen Truppen gesichert worden war, entschloss man sich, die Stellung von Scheuren auf den Mönchbühl zu verlegen. Da es schon später Nachmittag war, hielten die Zürcher Kommandanten einen Angriff des Gegners für ausgeschlossen.
Als die katholische Seite den Rückzug des Gegners bemerkte, erfolgte – nach längeren Diskussionen – doch noch der Angriff, zunächst auf die rechte Flanke. Den Zürchern gelang es zunächst, diesen Angriff abzuwehren, aber als der Gewalthaufen der fünf Orte tief in die Zürcher Linien eindrang, wichen die Zürcher immer weiter zurück und die hintersten Reihen begannen zu fliehen. Bis zu diesem Zeitpunkt waren ungefähr 40 Reformierte gefallen. Nach einem letzten Widerstand setzten sie aber zur Flucht an, die in dem sumpfigen Gelände zwischen Scheuren und Mönchbühl zu grossen Verlusten führte. Innerhalb kürzester Zeit waren neben Zwingli 26 Mitglieder des kleinen und grossen Rates, 25 Geistliche und ungefähr 400 Zürcher verwundet oder getötet. Die flüchtenden Zürcher wurden über Hausen bis hinauf zum Albis verfolgt. Erst als die Nacht hereinbrach, kehrten die Verfolger aufs Schlachtfeld zurück. Huldrych Zwingli soll dort «von der Hand des Gegners bei Fackelschein den letzten Streich» versetzt bekommen haben.

## Folgen
Der Plan Zwinglis, die ganze Eidgenossenschaft der Reformation zuzuführen, war mit der Niederlage bei Kappel endgültig gescheitert. Die Eidgenossenschaft wurde durch die Glaubensspaltung nach aussen und innen geschwächt. Im Zweiten Kappeler Landfrieden vom 20. November 1531, der angesichts der reformierten Niederlage noch moderat ausfiel, anerkannten die katholischen Orte zwar die konfessionelle Spaltung der Alten Eidgenossenschaft. Er erlaubte jedoch die Rückkehr der Reformierten zum alten Glauben in den Gemeinen Herrschaften und schützte die katholischen Minderheiten. Rapperswil, Gaster, Weesen, Mellingen, Bremgarten, das Freiamt, das St. Gallische Fürstenland, das Rheintal sowie Teile des Thurgaus und des Toggenburgs wurden zum Teil zwangsweise rekatholisiert. Die katholische Hegemonie in der Eidgenossenschaft wurde am 17. Dezember 1533 durch ein Burgrecht der fünf inneren Orte sowie Solothurns und Freiburgs mit dem Bischof und den Sieben Zenden des Wallis gefestigt, in dem die Verteidigung des katholischen Glaubens ein zentraler Aspekt war.

## Zeitgenössische Darstellungen
Die Ereignisse des zweiten Kappelerkriegs wurden in der zeitgenössischen Chronistik – unter anderem von Aegidius Tschudi und Heinrich Bullinger – sowie in zahlreichen Augenzeugenberichten erinnert: Hans von Hinwil nennt die Namen von dreissig gefallenen Zürcher Ratsherren sowie Anzahl und Art der auf Zürcher Seite verlorenen Geschütze. Der Zürcher Kanonengiesser und Artilleriehauptmann Peter Füssli – auch er altgläubig und auf Seiten der Zürcher im Einsatz – rechtfertigte sein militärisches und persönliches Verhalten im Rahmen einer detaillierten Schilderung der Schlacht. Die Rückkehr der kriegsversehrten Zürcher und Angst der überlebenden Zürcher Anhänger Zwinglis vor einem weiteren Vorrücken der Gegner beschrieb Thomas Platter der Ältere in seiner Autobiographie.

## Literarische Bearbeitungen
Die Schlacht bei Kappel ist Motiv in Werken der Schweizer Literatur, so in Gottfried Kellers Novelle Ursula, aber auch in Conrad Ferdinand Meyers unvollendetem Roman Der Komtur und dessen Ballade Der Rappe des Komturs (beide über den in der zweiten Schlacht gefallenen Komtur Konrad Schmid).